# K3리그 승강 플레이오프
K3리그 승격 및 승강 플레이오프는 2017년 K3리그가 어드밴스와 베이직으로 나눠져 승강제도가 생기면서 시작되었다.

## 규칙
- K3리그 베이직 정규리그 2위와 5위, 3위와 4위가 정규리그 상위팀의 홈에서 준플레이오프를 치른다.
- 준플레이오프 승자들은 준플레이오프 승자 중 정규리그 상위팀의 홈에서 승격 플레이오프를 치른다.
- 무승부인 경우 연장전, 승부차기 없이 정규리그 상위팀의 승리로 결정한다.

- 2018시즌부터 정규리그 4위 대 5위 팀이 준플레이오프를 치르고 승자가 정규시즌 3위와 플레이오프를 치러 승자가 K3리그 어드밴스 최종순위 10위와 승강 플레이오프를 치러 K3리그 어드밴스 승격 혹은 K3리그 베이직 강등 혹은 리그 잔류를 확정한다.

## 역대 승강 플레이오프
- 괄호 안의 숫자는 정규시즌 순위

| 연도 | 승격팀              | 득점 | PO 탈락팀           | 준PO 탈락팀         |
| ---- | ------------------- | ---- | ------------------- | ------------------- |
| 2017 | 평택 시민축구단 (5) | 2-2  | FC 의정부 (6)       | 시흥 시민축구단 (2) |
| 2017 | 평택 시민축구단 (5) | 2-2  | FC 의정부 (6)       | 부여 FC (4)         |
| 2018 | 충주 시민축구단 (3) | 0-0  | 양주 시민축구단 (5) |                     |
| 2018 | 충주 시민축구단 (3) | 0-0  | 양주 시민축구단 (5) |                     |
| 2019 | 춘천 시민축구단     | 0-0  | 양주 시민축구단     | 여주 시민축구단     |